# En Tamar
En Tamar (hebr.: עין תמר) – moszaw położony w samorządzie regionu Tamar, w Dystrykcie Południowym, w Izraelu.
Leży w północnej części pustyni Negew w obszarze Arawa na południe od Morza Martwego.

## Historia
Moszaw został założony w 1982.

## Gospodarka
Gospodarka moszawu opiera się na rolnictwie.